# Andreas Andresen
Andreas Andresen, né le 14 novembre 1828 à Loit ou Loitz et mort le 1er mai 1871 à Leipzig, est un écrivain et historien de l'art dano-allemand.

## Biographie
Il travaille pour le Germanisches Nationalmuseum de 1857 à 1862 en tant qu'historien de l'art.

## Œuvre
- Archiv für die zeichnenden Künste (1855-1870)
- Die Monogrammisten und diejenigen bekannten und unbekannten Künstler aller schulen... (1858)
- Nicolas Poussin (1863)
- Der Deutsche "Peintre-graveur", oder die Deutschen Maler als Kupferstecher nach ihrem Lebe, und ihren Werken, von dem letzten Drittel des 16. Jahrhunderts bis zum Schluss des 18. Jahrhunderts und in Anschluss an Bartsch's "Peintre graveur", an Robert Dumesnil's und Prosper de Baudicour's französischen "Peintre graveur"... (1864), réédition en 1973 et 2021 [lire en ligne]
- Die deutschen Maler-Radierer, maîtres-graveurs, des neunzehnten Jahrhunderts nach ihren Leben und Werken, bearbeitet von Andreas Andresen (1866)
- Die Monogrammisten... von Dr. G. K. Nagler,... (1881)
- Jost Amman, 1539-1591 (1973)